# Billiers
Billiers en idioma francés y oficialmente, Beler en bretón,  es una localidad y comuna francesa en la región administrativa de Bretaña, en el departamento de Morbihan. 
Sus habitantes reciben el gentilicio de Billiotins.

## Demografía
| 650 | 714 | 804 | 781 | 760 | 705 |
| Para los censos de 1962 a 1999 la población legal corresponde a la población sin duplicidades (Fuente: INSEE [Consultar]) |     |     |     |     |     |

## Lugares de interés
- Abadía Notre-Dame de Prières.
- Faro de Pen Lan